# Markvart II. z Úlic
Markvart z Úlic (asi okolo 1350 – 27. prosince 1402 Suchdol u Kutné Hory) byl český šlechtic a válečník z rodu pánů z Úlic. Působil jako vojenský hejtman tehdejšího uherského krále Zikmunda Lucemburského, který usiloval o český trůn během tzv. moravských markraběcích válek. Zahynul při obléhání tvrze Suchdol nedaleko Kutné Hory.

## Životopis
Pocházel z nižšího šlechtického rodu pánů z Úlic (později Uličkové z Úlic), odvozující svůj původ od stejnojmenné tvrze v západních Čechách, nedaleko Plzně. V pramenech je uváděn jako druhý nositel jména Markvart, po svém dědovi, prvnímu známému členu rodu. Jeho otcem byl Jan z Úlic. Poprvé je Makrvart v pramenech zmiňován v roce 1377 spolu se svým bratrem Lvíkem, konkrétně v tzv. Kopiáři kladrubském, patrně v té době byli již oba bratři dospělí. Jejich rodovým erbem byl erb pánů z Rýzmberka, v červenobílých barvách.
S koncem 14. století, kdy se v Českém království vyostřily spory mezi bratry Václavem IV., českým králem, a Zikmundem, králem v Uhrách, postavil se Markvart na Zikmundovu stranu. Poté, co byl Václav na jaře 1402 unesen, uvězněn ve Vídni a Zikmund připravoval tažení do Čech proti Václavovým věrným z řad domácí šlechty a měst, Markvart je uváděn jako vůdce pražského vojska, které se spolu s dalšími českými, uherskými či kumánskými jednotkami tažení účastnilo. Vojsko na začátku prosince oblehlo Kutnou Horu, stejně tak bojovalo proti dalším ohniskům Václavovy podpory v kraji. Obležena byla také tvrz Suchdol, hájená šlechticem a někdejším kutnohorským nejvyšším mincmistrem Petrem Píškem.
Markvart z Úlic zahynul během bojů o suchdolskou tvrz: uvádí se, že byl zasažen šípem do krku a ještě na bojišti zemřel.
I přes ztrátu Úlického jakožto vojenského velitele se Zikmundovým vojskům v lednu 1403 podařilo Kutnou Horu dobýt a podrobit.

## V populární kultuře
Na osobnosti Markvarta z Úlic je založena stejnojmenná antagonistická postava z videohry Kingdom Come: Deliverance z roku 2018. Zde je zobrazen jako velitel útoku na Stříbrnou Skalici, kterou děj příběhu de facto začíná. Jako postava se objevuje také v pokračování hry Kingdom Come: Deliverance II z roku 2025, kde je rovněž smrtelně zraněn při obléhání Suchdola - zde prostřednictvím postavy Hynka I. z Kunštátu, zvaného Suchý Čert.